# Kilstjärtad nattskärra
Kilstjärtad nattskärra (Caprimulgus clarus) är en fågel i familjen nattskärror.

## Utbredning och systematik
Fågeln förekommer i sydöstra Sydsudan, Etiopien, Djibouti, nordvästra och södra Somalia, Uganda, Kenya och nordöstra Tanzania. Den behandlas som monotypisk, det vill säga att den inte delas in i några underarter.

## Status
Arten har ett stort utbredningsområde och beståndet anses vara stabilt. Internationella naturvårdsunionen IUCN listar den därför som livskraftig (LC).